# زفي عوفر
زفي عوفر (بالعبرية: צבי עופר) ، من مواليد سنة 1932 في فلسطين ، وهو قائد عسكري إسرائيلي ، عمل قائداً لوحدة الاستطلاع التابعة بمن يسميه الدفاع الإسرائيلي في فترة الستينات من القرن العشرين ، وكما عمل منصب القائد العسكري في مدينتي الخليل ونابلس. | Commander, Sayeret Haruv

## حروبه ومقتله
شارك في حرب فلسطين عام 1948م ، وكما شارك في العدوان الثلاثي عام 1956م وحرب يونيو عام 1967م ، وبعد الحرب قتل على يد المسلحين الفلسطينيين في منطقة نهر الأردن بالضفة الغربية عام 1968م.